# Antalis circumcinctum
Antalis circumcinctum är en blötdjursart som först beskrevs av Watson 1879.  Antalis circumcinctum ingår i släktet Antalis och familjen Dentaliidae. Inga underarter finns listade i Catalogue of Life.